# Jocus

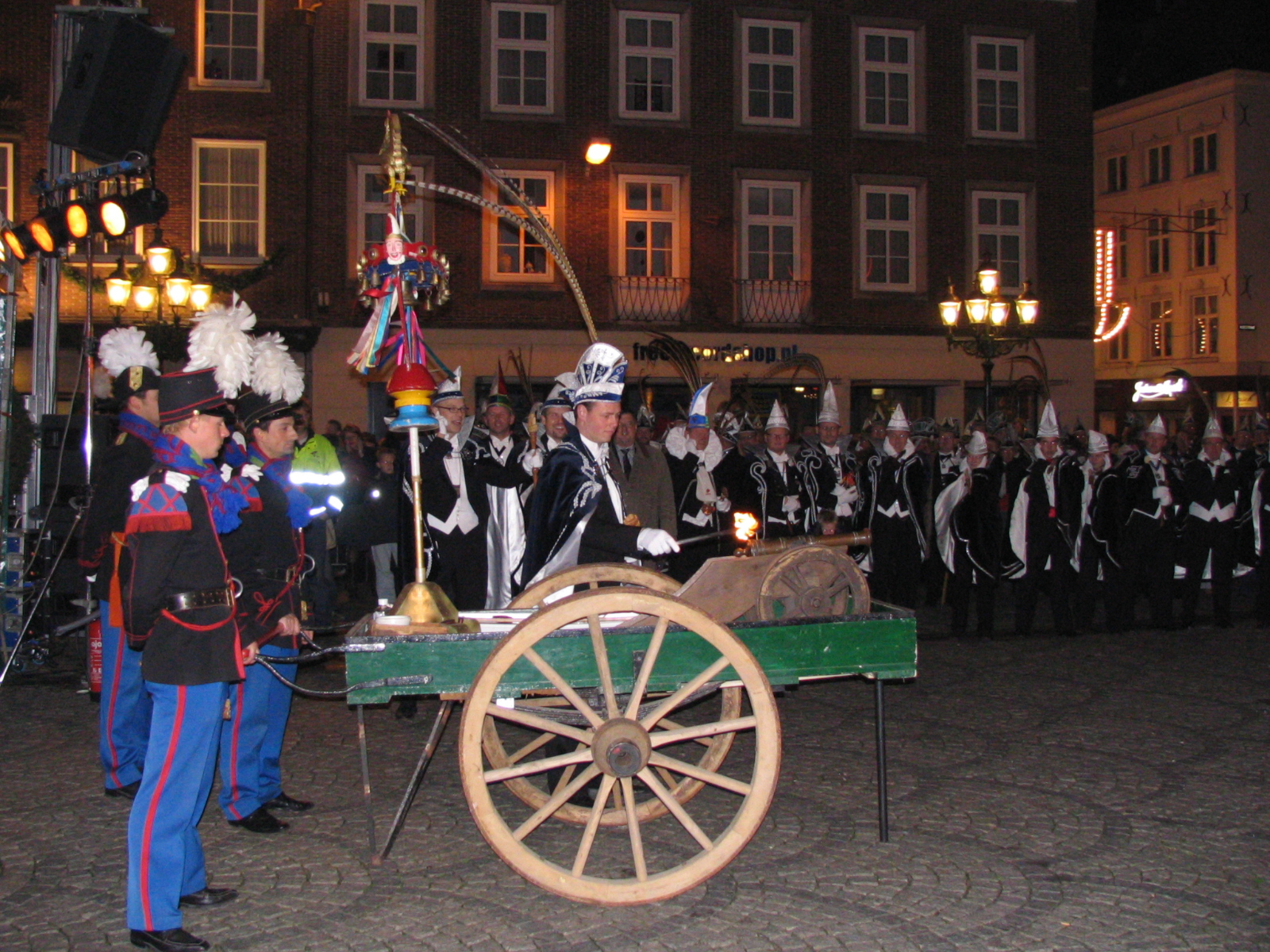
Inschieten carnaval

Jocus is de oudste nog bestaande carnavalsvereniging van Nederland. De vereniging is opgericht op 6 oktober 1842 en gevestigd in Venlo. Zij organiseert onder meer de prinsuitroeping, diverse zittingen en de optochten door de stad. Jaarlijks wordt door Jocus bepaald welke instantie of vereniging de Boerenbruiloft Venlo mag organiseren. De lijfspreuk van de vereniging is Jocus Vitae, Quod Sal Coenae, wat Wat de Joeks is voor het leven, is het zout in de pap of in het Venloos: Joeks is veur 't laeve, waat 't zalt is in de pap betekent. Deze lijfspreuk was tevens het motto van de jubileumseizoenen 1996-1997 (14x11), 2007-2008 (15x11) en 2018-2019 (16x11). Het symbool van de vereniging is een haan (de zogenaamde Jocus-haan). Een standbeeld hiervan staat rechts voor het stadhuis in Venlo.

## Organisatie
Het bestuur van de vereniging wordt gevormd door de Raad van Elf. Aan het hoofd van het bestuur staat de voorzitter, die alleen tijdens het carnaval Vors Joeccius XI wordt genoemd. De Raad van Elf van Jocus wordt ondersteund door een Chef de Protocol en een Ceremoniemeester (Sirremoniemeister).
De stadsprins van Venlo wordt niet door de Raad van Elf of door een commissie gekozen. De vorst Vors Joeccius XI heeft het alleenrecht om te bepalen wie de prins wordt.
De organisatie bestaat verder uit de Hofkapel, de Prinsekapel,de Prinsegarde en de Dansgarde.

### Raad van Elf

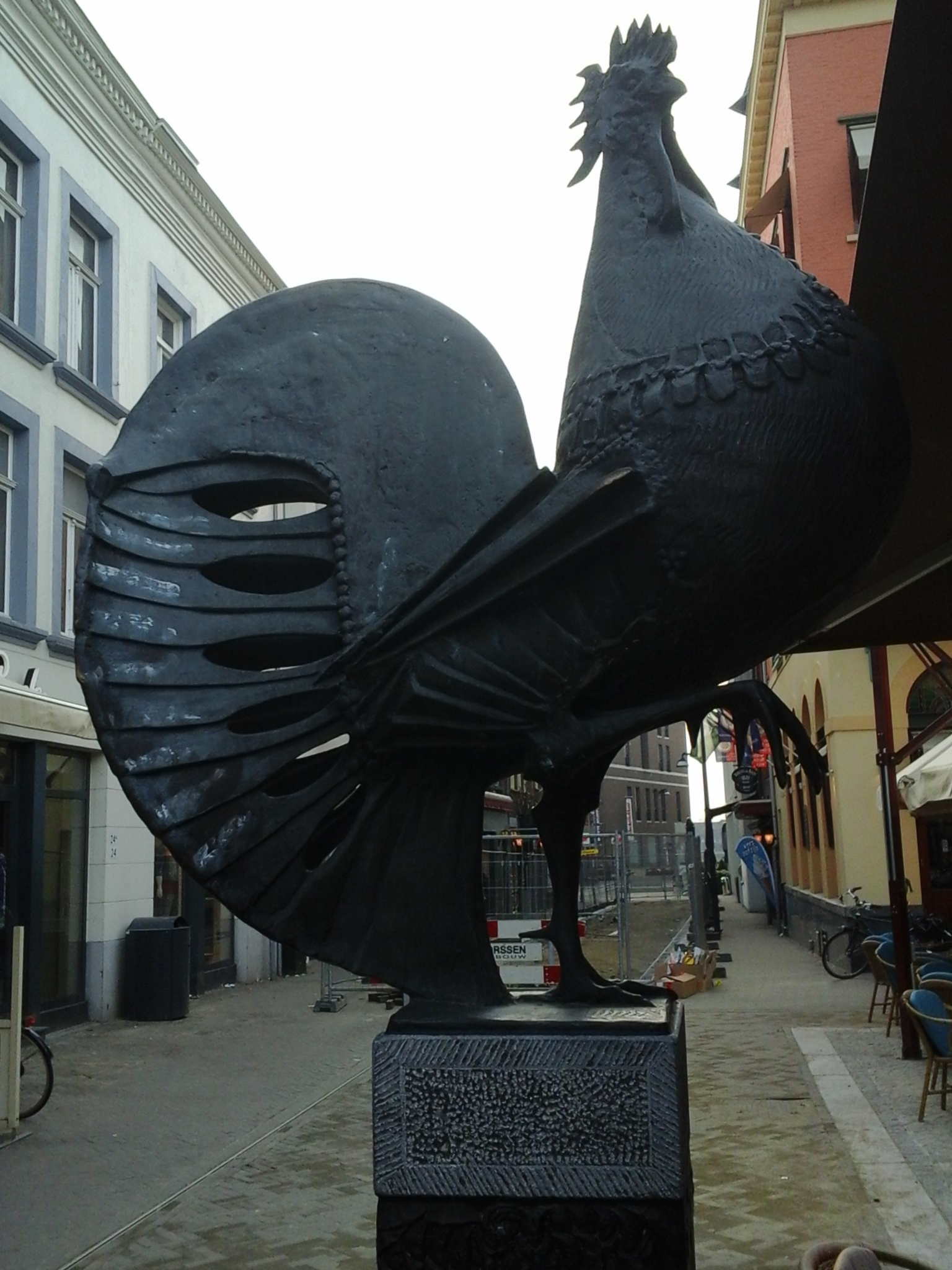
De Jocushaan op de Markt tegenover het stadhuis

Door de grote organisatorische opzet van het carnaval in Venlo, wordt er door de Raad van Elf ook buiten het carnavalsseizoen vergaderd. De Raad van Elf vormt het bestuur van de vereniging. Naast de leden van het dagelijks bestuur, hebben ook de vijf commissievoorzitters zitting in de Raad van Elf. Bij officiële gebeurtenissen lopen de leden van de Raad van Elf altijd voor de voorzitter, Vors Joeccius XI. Zij zijn getooid met Jocusmuts, witte handschoenen, paraplu en een enkele witte kraag, dit in tegenstelling tot Vorst Joeccius XI die een driedubbele witte kraag draagt. Ook de ceremoniemeester (loopt met bel voorop) en de chef de protocol (loopt achteraan) maken deel uit van die stoet, maar zijn geen lid van de Raad van Elf.
Ieder lid van de Raad van Elf heeft een eigen titel met een daarbij behorend wapen. In volgorde van het protocol zijn dat:
- Vors Joeccius XI (voorzitter)
- Baron van Inkhoézen tot Pennenberg (secretaris)
- Jônkhiër Plökvogel (penningmeester)
- Graaf Mooyal (vicevoorzitter)
- Marquis van Stempelnowski (tweede secretaris)
- Graaf Kratspoët (tweede penningmeester)

Vijf leden van de Raad van Elf zijn tevens voorzitter van een van de vijf commissies:
- Graaf Spôndgaat, Algemene Zaken. Deze draagt zorgt voor de verkoop van entreekaarten, unieke evenementen en ondersteuning bij de Boerenbruiloft
- Börggraaf Pottekieker, Pers en Propaganda. Draagt zorg voor de website, nieuwsbrieven en dergelijke
- Marquis Rumesläger, Joeks-commissie (pleziercommissie). Draagt zorg voor de verenigingsactiviteiten in november en de muziek
- Baas Jan, Technische Commissie. Draagt zorg voor decoraties en alle attributen die nodig zijn bij de zittingen en optochten en geeft een aanzet voor het motto van het seizoen
- Jônkhiër Kwikstert, Rie- en Traksie. Draagt zorg voor voertuigen, koetsen en de bühnes

### Vors Joeccius XI
De vorst van Jocus is altijd de elfde, hoewel de huidige al de veertiende vorst is.
- vanaf 2016: Roel Versleijen
- 2001-2016: Harry Pouwels
- 1990-2001: Toine Hazenbosch
- 1975-1990: Joep Schreurs
- 1958-1975: Sef Hendrikx
- 1938-1958: Toon Schrijnen
- 1936-1938: J. Winters
- 1901-1906: M. Berger
- 1894-1901: G. Herfkens
- 1890-1894: F. Keuller
- 1887-1890: Jul. Thywissen
- 1876-1887: G. v.d. Brandt
- 1844: J. Cramer
- 1843: E. Thiessen

### Prinsen en adjudanten
De Stadsprins wordt in het najaar, voorafgaande aan het nieuwe carnavalsseizoen, door Vors Joeccius XI gevraagd of hij Stadsprins van Venlo wil worden. Hij mag zelf twee adjudanten kiezen. Twee weken voor het carnaval worden de prins en zijn adjudanten tijdens het Hofbal voorgesteld aan het publiek. Tot die tijd is de vraag wie prins wordt, het grote stadsgeheim van Venlo. Iemand kan maar een keer in zijn leven gevraagd worden voor prins van Venlo. Heeft hij geweigerd, dan is zijn 'kans' voorbij.

## Activiteiten
Jocus heeft ieder jaar een groot aantal (terugkerende) activiteiten gepland. Vaak wordt er daags na een bal nog een dag ingepland voor hen die geen entreekaartje hebben kunnen bemachtigen voor de avond zelf.
- Opus Jocus Leedjesaovend - Op deze avond worden de carnavalskrakers van dat jaar geselecteerd
- Elf van Elf / Inscheete - Op 11 november wordt om 11.11 uur met elf kanonschoten voor het Stadhuis het carnavalsseizoen ingeschoten, het zogenaamde 'Inscheete' Sinds 2006 wordt de 'elfde van de elfde' groots gevierd met een dagprogramma op en voor het Stadhuis.
- Groeët Gala Prônkzitting -
- Boéremoosbal - Verlovingsbal voor de Boerenbruiloft dat op zaterdagavond, 4 weken voor het carnaval, wordt gehouden.
  - Boerezôndaag (voorheen Naopraote) - Daags na het Boéremoosbal (zondag) is er de gelegenheid om rustig na te praten
- Hofbal - Tijdens het Hofbal wordt de nieuwe Stadsprins van Venlo bekendgemaakt. Het Hofbal vindt plaats op zaterdagavond 2 weken voor het carnaval, in "D'n Hoonderstal" theater de Maaspoort.
  - Prinseresepsie - Daags na het bal (zondag) is er gelegenheid om het prinsentrio te feliciteren
  - Matinee Musicale - Een muzikale middag, daags na het Hofbal en aansluitend aan de prinsenreceptie. Tijdens het Matinee Musicale wordt, in dezelfde decoratie als tijdens het hofbal, ook prinselijk trio van Jocus Toekômst bekendgemaakt.
- Jocus Joetsaovend - Aansluitend op 't Prônke op de Klaasstraat trekke de deelnemers joetsend langs de deelnemende cafés.
- Jeugleedjeskônkoer - Een activiteit waarbij het draait om de liedjes van de jeugd. Deze activiteit vindt 1 dag voor het Môtteballebal plaats.
- Môtteballebal - Een feest waarbij men zich groots en humoristisch verkleed. Dit bal kan het beste met de Groëten Optoch (de Grote Optocht) worden vergeleken, maar dan binnenshuis. Het Môtteballebal vindt plaats op zaterdagavond, 1 week voor het carnaval.

### Tijdens de carnaval

#### Carnavalszondag
- - Kinderoptoch - Op de zondag trekt de kinderoptocht door de binnenstad van Venlo
    - Jocus Pocus - Aansluitend aan de kinderoptocht vinden er diverse activiteiten plaats voor de kinderen. Onder andere in theater de Maaspoort en in het Ald Weishoés

  - Joekskapelle Parade - Om 18.00 uur straat carnaval op de Parade. Een initiatief om het ouderwetse straatcarnaval weer terug te krijgen op de Parade, georganiseerd door De Frette.

#### Carnavalsmaandag
- - Groëten Optoch - Op de maandag trekt de grote optocht door de binnenstad van Venlo

#### Carnavalsdinsdag
- - Boérebroélof - De dinsdag staat in het teken van de Boerenbruiloft
    - Kôffie-tuiterie - Voorafgaand aan de Boerenbruiloft is er een groot ontbijt georganiseerd

  - Muts aafzette - Om 24.00 uur wordt op het bordes van het Stadhuis de muts van de prins afgezet. Het is dan Aswoensdag en dan is alles voorbij.

## Museum

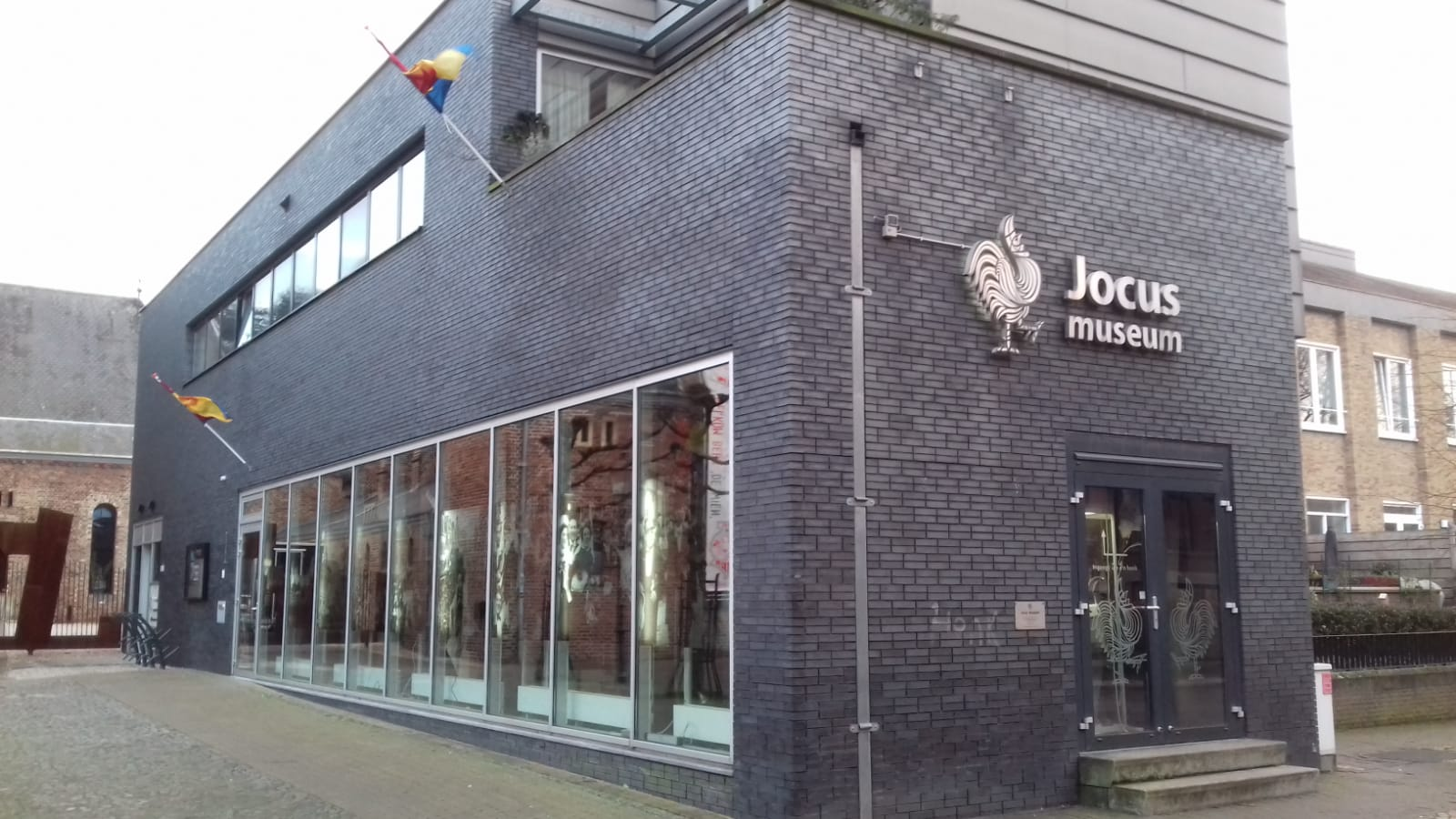
Jocusmuseum

Sinds de jaren 10 heeft de carnavalsvereniging ook een eigen museum, waar de geschiedenis van Jocus wordt verteld, alsmede diverse uniformen van de voormalige prinsen, fotomateriaal en andere carnavalsgerelateerde objecten tentoon worden gesteld.

## Trivia
- In 1842 ontstond in Venlo ook zustervereniging Het Wannevleegersgezelschap waar het gewone volk terecht kon om carnaval te vieren
- De jeugdcarnavalsvereniging van Jocus heet Jocus Toekôms.
- Het symbool van Jocus is de zogeheten "Jocushaan" (voor afbeelding, zie elders op deze pagina).